# Försats

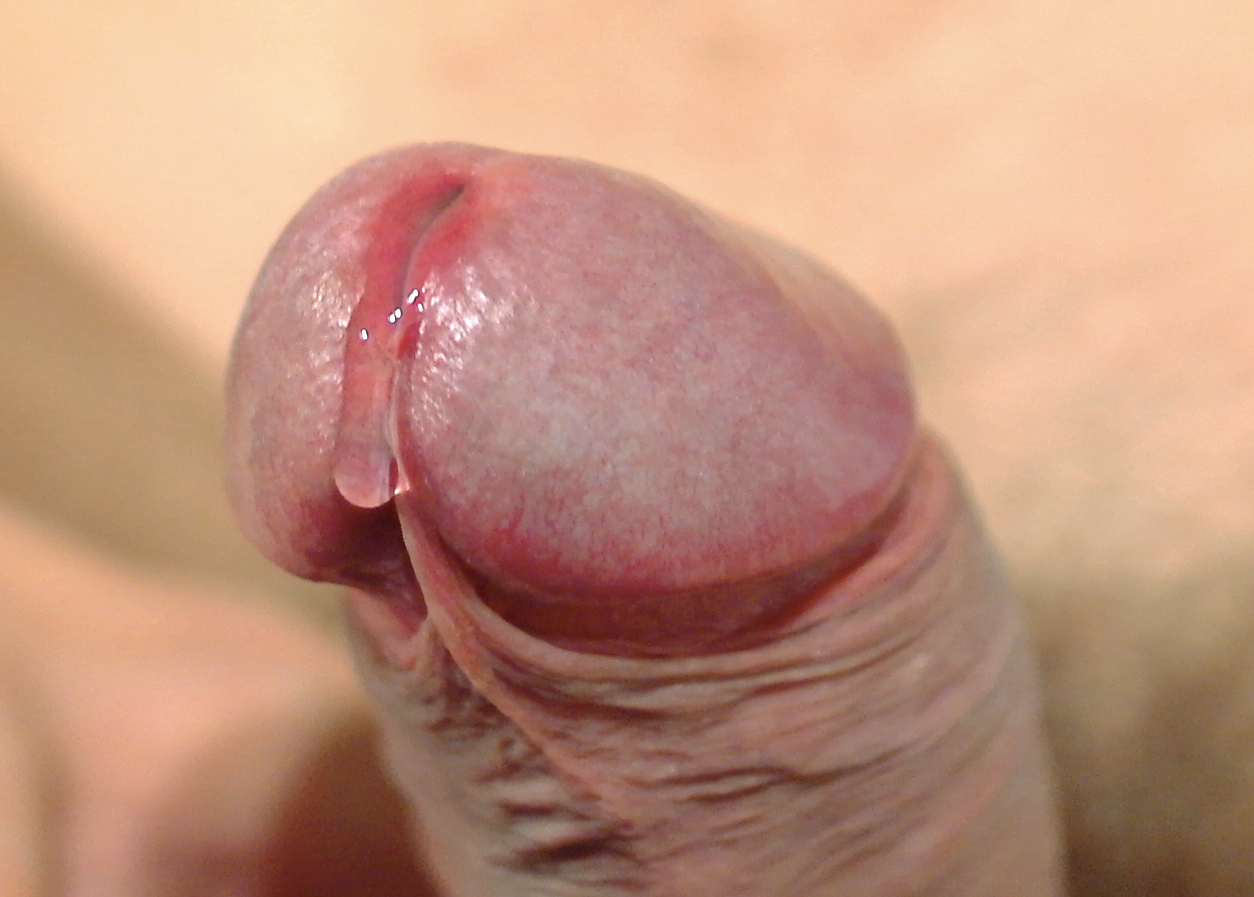
Utsöndring av försats.

Försats är ett genomskinlig sekret som bildas i Cowpers körtlar, som sitter strax nedanför prostatan och mynnar i urinröret.

## Utsöndring
Försatsen utsöndras i urinröret vid sexuell upphetsning, förspel eller onani, ett tag innan mannen får orgasm och ejakulation.

## Funktion
Spermier är känsliga för sur miljö, och i urinröret är det surt på grund av lite kvarvarande urin. Försatsen neutraliserar urinröret så att spermierna får en bättre miljö. Även i slidan på kvinnan är miljön sur, som ett skydd mot bakterier och infektioner. Försatsen hjälper till med att neutralisera miljön även här, medan prostatasekretet fortsätter det jobbet när ejakulationen kommer.
Försatsens tredje viktiga uppgift är att vara ett glidmedel under samlaget, vilket gör  penetrationen lättare och minskar risken för smärta hos kvinnan.
Även kvinnor har en körtel, Bartholins körtlar, som avger ett liknande sekret för bättre lubrikation vid slidöppningen, vilket underlättar penetrering.

## Risker
Studier har visat att det hos män som bär på HIV-viruset finns virus i försatsen. HIV-viruset kan leda till AIDS. Risken för detta försvinner helt vid korrekt medicinering. Även andra sexuellt överförbara infektioner kan överföras via försats.
Försatsen innehåller även spermier och kan därför befrukta vid oskyddat samlag, även utan ejakulation.